# Robert N. Bellah
Robert Neelly Bellah, né le 23 février 1927 et mort le 31 juillet 2013, est un sociologue américain, professeur émérite de sociologie, à l'université de Californie à Berkeley.
Robert N. Bellah est un élève du sociologue américain Talcott Parsons. 
Il est plus connu pour son travail lié « à la religion civile » et aux questions religieuses et morales et leurs raccordements à la société.

## La religion civile américaine
L'article « La religion civile en Amérique », 1967 (traduit en français en 1973) dégage les grands traits de cette religion civile. Il est abondamment repris dans les débats intellectuels américains.

### Résumé
Les allusions à Dieu dans l’investiture du président John F. Kennedy ne sont pas anecdotiques ou purement cérémonielles. Elles révèlent une religion civique fortement ancrée : l'œuvre de Dieu dépend finalement de l'homme et en particulier du citoyen américain. Dans le discours inaugural de Washington, D.C., on retrouve la mention d'une action spéciale de la Providence envers la nation américaine, d'un « Israel américain » donc. Ainsi le Dieu mis en avant n’est pas seulement un grand horloger, mais une force participant au destin de la nation, sur le modèle biblique. 
Lincoln ainsi interprète le combat du Nord contre le Sud comme une mission divine d'abolition du scandale de l'esclavagisme. Religion non confessionnelle, la religion civile américaine n’en est pas pour autant vague ni générale : elle a toute la force d'une religion. Elle a ses jours de commémoration (Memorial Day, Independance Day, Veterans Day, anniversaire de la mort de George Washington et Abraham Lincoln) et ne saurait accepter un président agnostique. 
La crise actuelle (en 1967) de désobéissance civile est un appel à élargir la religion civile américaine en une religion civile humaine universelle.

## Distinctions
- 2000 : National Humanities Medal

## Travaux
- (en) Robert N. Bellah, « Civil Religion in America », in Dædalus (Journal of the American Academy of Arts and Sciences), no 96, 1967, Boston, Massachusetts, pp. 1-21.

Réédité dans :
- (en) Donald G. Jones et Russell E. Richey (Ed.), American Civil Religion, Hagerstown/San Francisco/London, 1974, pp. 21-44.
- (de) Robert N. Bellah, « Zivilreligion in Amerika », in Heinz Kleger et Alois Müller (éd.), Religion des Bürgers : Zivilreligion in Amerika und Europa, Munich, 1986 (Religion - Wissen - Kultur 3), pp. 19-41.
- Robert N. Bellah, traduit par Gwen Terrenoire, « La Religion civile en Amérique (Civil Religion in America) », in Archives de sciences sociales des religions, no 35, 1973. pp. 7-22 [lire en ligne]. Nouvelle traduction française : « La religion civile aux États-Unis », in Le Débat, no 30, 1984, pp. 95-111.

Robert N. Bellah est auteur ou coauteur des ouvrages suivants :
- (en) Tokugawa Religion: The Values of Pre-Industrial Japan (1957)
- (en) Religion and Progress in Modern Asia (1965)
- (en) Beyond Belief: Essays on Religion in a Post-Traditional World (1970)
- (en) Emile Durkheim on Morality and Society (1973)
- (en) The Broken Covenant: American Civil Religion in Time of Trial (1975)
- (en) The New Religious Consciousness (1976)
- (en) Varieties of Civil Religion (1980)
- (en) Habits of the Heart: Individualism and Commitment in American Life (1985)
- (en) Uncivil Religion: Interreligious Hostility in America (1987)
- (en) The Good Society (1991)
- (en) Imagining Japan: The Japanese Tradition and its Modern Interpretation (2003)
- (en) The Robert Bellah Reader (2006)
- (en) Religion in Human Evolution: From the Paleolithic to the Axial Age (2011)
- (en) The Axial Age and Its Consequences (2012)